# Шематово
Шематово (бел. Шаматова, пол. Szmatowo) — деревня в Сморгонском районе Гродненской области Белоруссии. Входит в состав Коренёвского сельсовета.
19 сентября 2013 года часть деревни Шематово (2,6752 га) включена в состав города Сморгонь.  

## География
Расположена в центральной части района. Расстояние до районного центра Сморгонь по автодороге — около 2 км, до центра сельсовета деревни Корени по прямой — чуть менее 2,5 км. Ближайшие населённые пункты — Перевесье, Рыбаки, Светляны. 
Площадь занимаемой территории составляет 0,0680 км², протяжённость границ 2670 м.

## Население
| 1999 | 2009 | 2019 |
| ---- | ---- | ---- |
| 37   | ↗40  | ↘39  |

## Транспорт
Вдоль восточной границы Шематово проходят местные автомобильные дороги:
- Н6755 Рыбаки — Светляны — Сморгонь
- Н7948 Сморгонь — Рыбаки